# Prezidentské volby 2020
V roce 2020 proběhly prezidentské volby v následujících zemích:
| Stát nebo území         | Datum 1. kola                      | Datum 2. kola      | Vítěz                        |
| ----------------------- | ---------------------------------- | ------------------ | ---------------------------- |
| Abcházie                | 22. března 2020                    | –                  | Aslan Bžanija                |
| Arcach                  | 31. března 2020                    | 14. dubna 2020     | Araik Harutjunjan            |
| Bělorusko               | 9. srpna 2020                      | –                  | Alexandr Lukašenko           |
| Bolívie                 | 18. října 2020                     | –                  | Luis Arce                    |
| Bougainville            | 12. srpna 2020 až 1. září 2020     | –                  | Ishmael Toroama              |
| Burkina Faso            | 22. listopadu 2020                 | –                  | Roch Marc Christian Kaboré   |
| Burundi                 | 20. května 2020                    | –                  | Evariste Ndayishimiye        |
| Dominikánská republika  | 5. července 2020                   | –                  | Luis Abinader                |
| Ghana                   | 7. prosince 2020                   | –                  | Nana Akufo-Addo              |
| Guinea                  | 18. října 2020                     | –                  | Alpha Condé                  |
| Chorvatsko              | 22. prosince 2019                  | 5. ledna 2020      | Zoran Milanović              |
| Island                  | 25. května 2020 až 27. června 2020 | –                  | Guðni Thorlacius Jóhannesson |
| Kiribati                | 22. června 2020                    | –                  | Taneti Maamau                |
| Malawi                  | 23. června 2020                    | –                  | Lazarus Chakwera             |
| Marshallovy ostrovy     | 6. ledna 2020                      | –                  | David Kabua                  |
| Moldavsko               | 1. listopadu 2020                  | 15. listopadu 2020 | Maia Sanduová                |
| Niger                   | 27. prosince 2020                  | 21. února 2021     | Mohamed Bazoum               |
| Palau                   | 22. září 2020                      | 3. listopadu 2020  | Surangel Whipps Jr.          |
| Pobřeží slonoviny       | 31. října 2020                     | –                  | Alassane Ouattara            |
| Polsko                  | 28. června 2020                    | 12. července 2020  | Andrzej Duda                 |
| Řecko                   | 22. ledna 2020                     | –                  | Katerina Sakellaropulosová   |
| Severní Kypr            | 11. října 2020                     | 18. října 2020     | Ersin Tatar                  |
| Seychely                | 22. října 2020 až 24. října 2020   | –                  | Wavel Ramkalawan             |
| Středoafrická republika | 27. prosince 2020                  | –                  | Faustin-Archange Touadéra    |
| Surinam                 | 13. července 2020                  | –                  | Chan Santokhi                |
| Sýrie                   | 12. července 2020                  | –                  | Násir Harírí                 |
| Švýcarsko               | 9. prosince 2020                   | –                  | Guy Parmelin                 |
| Tádžikistán             | 11. října 2020                     | –                  | Emómalí-ji Rahmón            |
| Tanzanie                | 28. října 2020                     | –                  | John Magufuli                |
| Tchaj-wan               | 11. ledna 2020                     | –                  | Cchaj Jing-wen               |
| Togo                    | 22. února 2020                     | –                  | Faure Gnassingbé             |
| USA                     | 14. prosince 2020                  | –                  | Joe Biden                    |
| Zanzibar                | 28. října 2020                     | –                  | Hussein Mwinyi               |

Šedě podbarveny jsou nepřímé volby.